# Dicliptera fragilis
Dicliptera fragilis är en akantusväxtart som beskrevs av Cornelis Eliza Bertus Bremekamp. Dicliptera fragilis ingår i släktet Dicliptera och familjen akantusväxter. Inga underarter finns listade i Catalogue of Life.